# なうい洋一

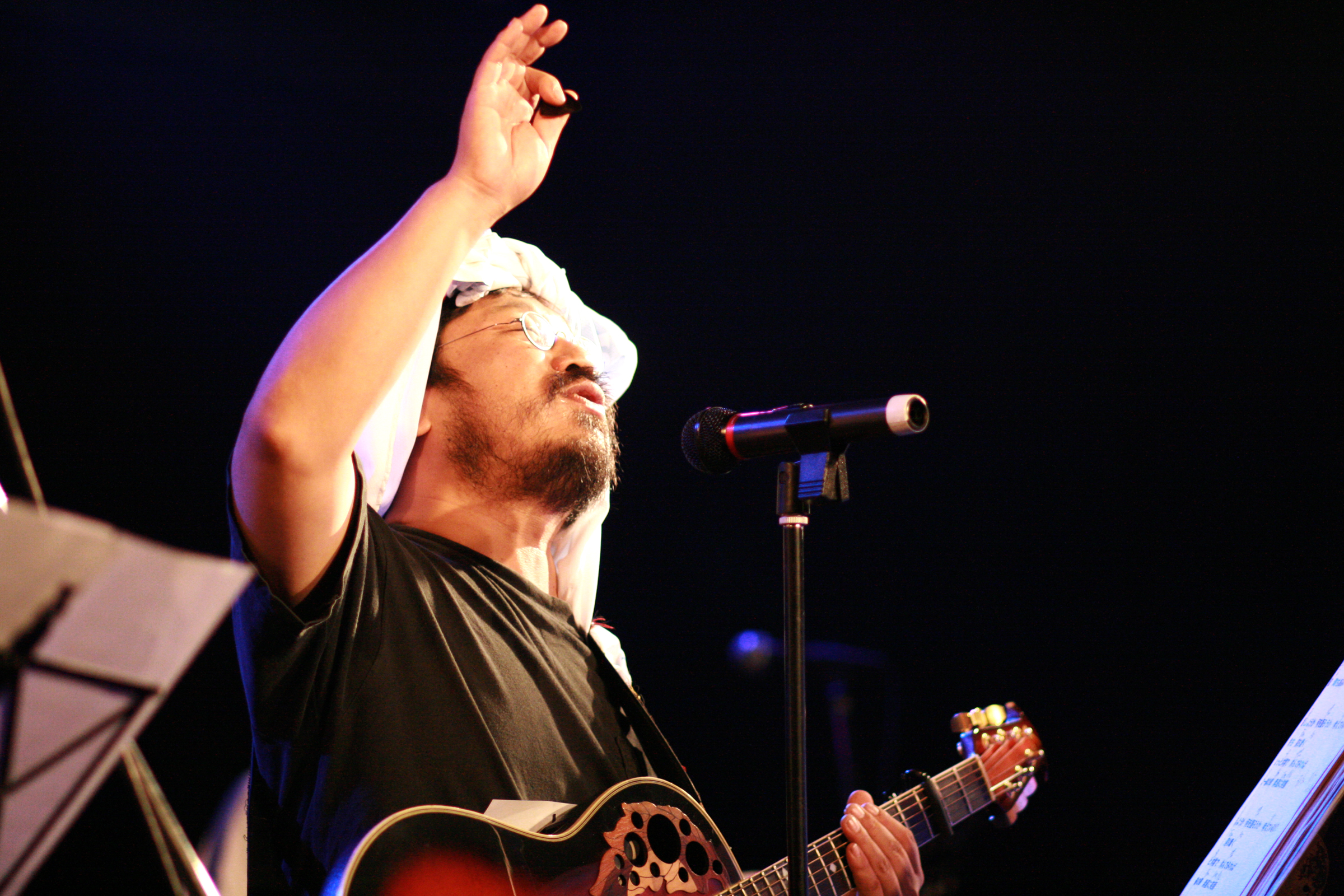
2010年9月23日埼玉県西川口ライブハウスハーツにて撮影。

なうい洋一（なういよういち、1967年1月3日 - ）は、東京都足立区出身の歌手、作詞家、作曲家。イマイヨーイチ名義で監督・脚本家・プロデューサー活動も行っている。本名は今井洋一。今井商店 by イマージュタイム所属。

## プロフィール
- 出身は東京都足立区・北千住。母方は福島県会津若松市崎川浜。
- 芸能界活動の切っ掛けは13歳時に出演したテレビ番組「笑ってる場合ですよ（フジテレビ）」[2]。のちに「シャンプー」や「ボイス＆エアギター」というネタでお笑いの世界で活躍。[3]
- 地域密着音楽プロジェクト「ゴトーチバンド」の塾長でもある。ゴトーチサウンドスウェルレーベルのプロデューサーでもある。
- 弟子には山下怜美、スミノスケがいる。
- 正式バンドメンバーは、小あつゲジゲジ（ベース）、アンディバース（ギター）、おいでやす[4]（福田康文）（ギター）、藤岡千尋（ドラム、パーカッション）、林家真穂（ピアノ、ビヨラ）、永久メンバーにロデム平沢Ⅲ世（ドラム・永眠[5]）。各地にサポートメンバーが多数いる[6]
- 通称は「ようちゃん」「なういちゃん」「師匠」「塾長」「監督」「イマイちゃん」[7]

## 略歴
- 1980年：芸能活動開始[8]
- 1981年：フジテレビ系列「笑ってる場合ですよ!」に出演。[9]
- 1982年：フジテレビ系列「森田一義アワー 笑っていいとも!」に出演。[9]
- 1984年：日本ヘラルド映画「生徒諸君!」に出演。[9]
- 1986年：東京都新宿区ライブハウス「LOFT」にてワンマンコンサート。[8]
- 1987年：日本テレビ「鶴ちゃんのプッツン5」に出演。[9]
- 1988年：「お笑い封印宣言」発表。アーティスト活動に切り替える。[9]
- 1989年：CD-ROMマガジン「ウルトラボックス」（ディレクター）[10]
- 1992年：芸能プロダクション「アミューズ」と専属ディレクター契約。[10]
- 1992年：爆風スランプ&赤塚不二夫コラボレーションコンシューマゲーム「爆伝〜アンバランスゾーン」（プロデューサー）[10]
- 1994年：都市伝説「学校のコワイうわさ 花子さんがきた!!」（マルチメディアプロデューサー）
- 1996年：コンピュータゲーム誕生20周年コンピレーションアルバム「祭囃子〜ゲームトリビュート」（プロデューサー）
- 2002年：地域密着型音楽プロジェクト「ゴトーチバンド」にて塾長
- 2004年：音楽レーベル「ゴトーチサウンドスウェルレーベル」（プロデューサー）
- 2010年：キッズステーション　都市伝説「学校のコワイうわさ　新・花子さんがきた!!」（監督・脚本・音楽）
- 2011年：レギュラーラジオ「なうい洋一のコミカル症候群」放送開始。
- 2013年：キッズステーション　都市伝説「学校のコワイうわさ　新・花子さんがきた!!シーズン2」（監督・脚本・音楽）
- 2016年：レギュラーラジオ「なうい洋一のコミカル症候群」全国放送開始。
- 2017年：ネット通販「イマージュタイムストア」にてCD販売開始。
- 2018年8月20日：なうい洋一名義CD「身の丈」「Lullaby of comedian〜娯楽王」「Pride in the dust〜埃と誇りの間」Non't Business名義CD「東京・休息特選ベストセレクション」全国CD店、及び、主要ネット通販にて取り扱い開始。
- 2018年10月10日：なうい洋一アルバム「Who Was I ～ さらば地球」リリース。
- 2020年2月15日：無料配布　小冊子　会報「ラブレター」創刊。（編集長）
- 2021年9月12日：なうい洋一　配信アルバム「Best Of 〜 ほぼ実話」ベスト盤　リリース。
- 2022年8月9日：なうい洋一　配信シングル「夏が消える」リリース。

## 名言
- やっちゃえばね簡単なことなんだよ！[11]
- 平穏無事[12]
- ロケンロー！！！！！！！！！！（ロックンロール！！！！！！！！！！）[13]

## 作品

### Non't Business（ノントビジネス）
- 東京　(1996年)
- 休息　(1996年)
- 東京・休息　特選ベストセレクション　(2016年)

### なうい洋一

#### Album
- 身の丈　CD：2010年
- Lullaby of comedian〜娯楽王　CD：2012年
- Pride in the dust〜埃と誇りの間　CD：2012年
- Who Was I～さらば地球　CD：2018年　音楽配信：2020年12月1日
- ベストアルバム Best Of 〜 ほぼ実話　音楽配信：2021年9月12日

#### Singles
- 初志　CDシングル　2011年
- あなたの笑顔まで　CDシングル　2011年
- あなたの笑顔まで Acoustic Type　配信シングル　2021年2月22日
- 夏が消える　配信シングル　2022年8月9日

## 楽曲提供　サウンドプロデュース

### 山下怜美
- wish～たくさんの愛に包まれて（作曲）
- リスク（作詞・作曲）
- ギフト（作詞・作曲）
- insider（作詞・作曲）
- CLOSE（作詞・作曲）
- マイフレンド（作詞・作曲）
- START OF LOVE LIVE（作詞）
- ブーケトス（作詞・作曲）
- LIVING（作曲）
- あの人を忘れさせて下さい（作詞・作曲）
- セカンドシート（作曲）
- 本当の時間（作詞・作曲）
- お前の気持ちは解るまい（作詞・作曲）

### 学校のコワイうわさ 花子さんがきた!!
- 劇中

### さとう美南
- シングル　かぼちゃのパッ！？
作詞：さとう美南・なうい洋一　作曲：なうい洋一　発売元：イマージュタイム　NexTone：N01012163）（P）imagetime Inc.
- シングル　マグカップ
作詞・作曲：なうい洋一　発売元：イマージュタイム　NexTone：N01194032）（P）imagetime Inc.

### 夢海
- アルバム　福袋
発売元：イマージュタイム　ITM-G053（P）（C）imagetime Inc.

- シングル　恋儚消〜しゃぼんだま
発売元：イマージュタイム　NexTone：N01009997（P）imagetime Inc.

- シングル　あなたの腕の中で
作詞・作曲：なうい洋一　発売元：イマージュタイム　NexTone：N01193991（P）imagetime Inc.

- シングル　恋の４３１
作詞・作曲：なうい洋一　発売元：イマージュタイム　NexTone：N01415926（P）imagetime Inc.

### 大平俊郎
- アルバム　山賊
発売元：イマージュタイム　ITM-G051（P）（C）imagetime Inc.

- アルバム　山賊　シーズン2 崖っぷち
発売元：イマージュタイム　ITM-G059（P）（C）imagetime Inc.

- シングル　さすが一万尺よ
発売元：イマージュタイム　NexTone：N00851356（P）imagetime Inc.

- シングル　チンピラゴボウ
発売元：イマージュタイム　NexTone：N01415925（P）imagetime Inc.

### 斉藤省悟
- シングル　エンドロール
発売元：イマージュタイム　NexTone：N00644436　（P）imagetime Inc.

- シングル　ナヅナ
発売元：イマージュタイム　NexTone：N01012169　（P）imagetime Inc.

- シングル　雨の匂い
発売元：イマージュタイム　NexTone：N01012175　（P）imagetime Inc.

### Nobu-hey!
- なくしちゃいけない
発売元：イマージュタイム　NexTone：N01012199　（P）imagetime Inc.

- 冷たい雨が
発売元：イマージュタイム　NexTone：N01194040　（P）imagetime Inc.

- おおいがわ音頭
発売元：イマージュタイム　NexTone：N01415922　（P）imagetime Inc.

## 媒体

### ラジオ
- なうい洋一のコミカル症候群

### 小冊子
- 会報　ラブレター